# 育つ雑草
「育つ雑草」（そだつざっそう）は、鬼束ちひろの11枚目のシングル。

## 解説
2004年10月27日に発売された。作詞・作曲は鬼束ちひろ、編曲は深澤秀行。
東芝EMIからの移籍後第1弾シングル。初回盤のみ、別ジャケットが存在する（ジャケットデザインの他にもCDレーベルデザインも異なる）。
ノンタイアップのシングル作品はデビューシングルの「シャイン」以来である。鬼束自身のセルフプロデュースとなったのはこの作品のみである。
なお、休業期間を挟んで3年後にリリースされたアルバム『LAS VEGAS』には「育つ雑草」は未収録となり、代わりに「Rainman」が収録された。

## 収録曲
1. 育つ雑草 [4:04]
  - 作詞・作曲：鬼束ちひろ／編曲：深澤秀行

これまでの路線とは全く異なり、ピアノを排除し、ストリングスを起用したサウンドになっている。2004年9月に行われたスペースシャワーTV主催のイベント『SWEET LOVE SHOWER 2004』でシークレットゲストとして出演した際には、黒髪に真っ赤な口紅とブーツ、ミニスカートといったこれまでにはない出で立ちで登場した。
2004年7月のレコード会社移籍から発売の10月の約3ヶ月間でレコーディングなどを含めて制作期間が極端に短かったこともあってか、この作品のみプロモーションビデオが制作されていない。そのため、音楽番組などで紹介される際にはプロモーションビデオの代わりに『SWEET LOVE SHOWER 2004』の映像がスペースシャワーTVの提供で使用された。
2. Rainman [3:40]
  - 作詞・作曲：鬼束ちひろ／編曲：深澤秀行

初めて自身がピアノ弾き語りを披露した楽曲で、全編英語詞の曲である。録音の観点から見ると、オーバーダビングが施されている部分があるが、ボーカルにエフェクト効果を持たせた楽曲は初めてである。
3. 育つ雑草 (backingtrack) [3:57]

## 収録アルバム
育つ雑草
- 『GOOD BYE TRAIN 〜ALL TIME BEST 2000-2013』
- 『REQUIEM AND SILENCE』

Rainman
- 『LAS VEGAS』※アルバムバージョンとして収録
- 『"ONE OF PILLARS" 〜BEST OF CHIHIRO ONITSUKA 2000-2010〜』